# Resolució 96 del Consell de Seguretat de les Nacions Unides
La Resolució 96 del Consell de Seguretat de les Nacions Unides, aprovada el 10 de novembre de 1951, després d'haver rebut un informe de Frank Graham, representant de les Nacions Unides per a l'Índia i el Pakistan, a més d'escoltar el seu discurs davant el Consell, va aprovar la base d'un programa de desmilitarització. El Consell va observar amb satisfacció la declaració feta tant per Índia com per Pakistan que treballarien per una solució pacífica, continuarien observant un alto el foc i acceptarien el principi que l'adhesió de l'Estat de Jammu i Caixmir hauria de ser determinada per un plebiscit lliure i imparcial sota els auspicis de les Nacions Unides. El Consell va instruir llavors al representant de les Nacions Unides que continués en els seus esforços per obtenir un acord de les parts sobre un pla per dur a terme la desmilitarització de l'Estat de Jammu i Caixmir i que informara sobre els seus esforços juntament amb la seva opinió sobre els problemes que li van ser confiats en sis setmanes.
La resolució va ser aprovada per nou vots a favor i cap en contra; Índia i la Unió Soviètica s'hi van abstenir.